# Fossavatn Ski Marathon
Fossavatn Ski Marathon (isl. Fossavatnsgangan) – długodystansowy bieg narciarski, rozgrywany co roku na przełomie kwietnia i maja, w okolicy islandzkiego miasta Ísafjörður. Pierwsza edycja biegu miała miejsce w 1935 roku, udział w biegu wzięło siedmiu biegaczy. W latach 40' i 50' kilkukrotnie zawody odwoływano, jednak od 1956 roku odbywając się corocznie. Bieg rozgrywany jest na dystansie 50 km techniką klasyczną. Początkowo trasa biegu liczyła 20 km. W 1987 roku dodano dystans 10 km, a od 1989 roku rozgrywa się także zawody na 7 km, przeznaczone dla dzieci oraz początkujących. Dystans 50 km pojawił się dopiero w 2004 roku. Od 2014 roku zawody te należą do cyklu Worldloppet. 
Pierwszą edycję biegu na dystansie 50 km wygrał Islandczyk Ólafur Árnason, a wśród kobiet najlepsza była Linda Ramsdell z USA. Najwięcej zwycięstw wśród mężczyzn odnieśli Szwedzi: Oskar Svärd i Markus Jönsson, którzy zwyciężali dwukrotnie. Wśród kobiet dwukrotnie zwyciężały Amerykanki: Linda Ramsdell i Mary Beth Tuttle.

## Lista zwycięzców (50 km)
| Rok  | Mężczyźni                                | Kobiety                                  |
| ---- | ---------------------------------------- | ---------------------------------------- |
| 2025 | Thomas Bing                              | Linda Rós Hannesdóttir                   |
| 2024 | Magnus Waaler                            | Anikken Gjerde Alnæs                     |
| 2023 | Mathias Aas Rolid                        | Nadja Kälin                              |
| 2022 | Snorri Einarsson                         | Andrea Kolbeinsdóttir                    |
| 2021 | Snorri Einarsson                         | Iris Pessey                              |
| 2020 | Bieg odwołany z powodu pandemii COVID-19 | Bieg odwołany z powodu pandemii COVID-19 |
| 2019 | Morten Eide Pedersen                     | Marine Dusser                            |
| 2018 | Ilja Czernousow                          | Maria Gräfnings                          |
| 2017 | Petter Northug                           | Britta Johansson Norgren                 |
| 2016 | Markus Ottosson                          | Justyna Kowalczyk                        |
| 2015 | Ilja Czernousow                          | Riitta-Liisa Roponen                     |
| 2014 | Petter Soleng Skinstad                   | Mary Young                               |
| 2013 | Toni Livers                              | Seraina Boner                            |
| 2012 | Markus Jönsson                           | Aino-Kaisa Saarinen                      |
| 2011 | Wadim Gusiew                             | Hólmfridur Vala Svavarsdóttir            |
| 2010 | Markus Jönsson                           | Mary Beth Tuttle                         |
| 2009 | Oskar Svärd                              | Kim Rudd                                 |
| 2008 | Svein Tore Sinnes                        | Lina Andersson                           |
| 2007 | Oskar Svärd                              | Susanne Nyström                          |
| 2006 | Jørgen Aukland                           | Mary Beth Tuttle                         |
| 2005 | Atli Jóhannes Bjerkli                    | Linda Ramsdell                           |
| 2004 | Ólafur Árnason                           | Linda Ramsdell                           |